# Leo Petri

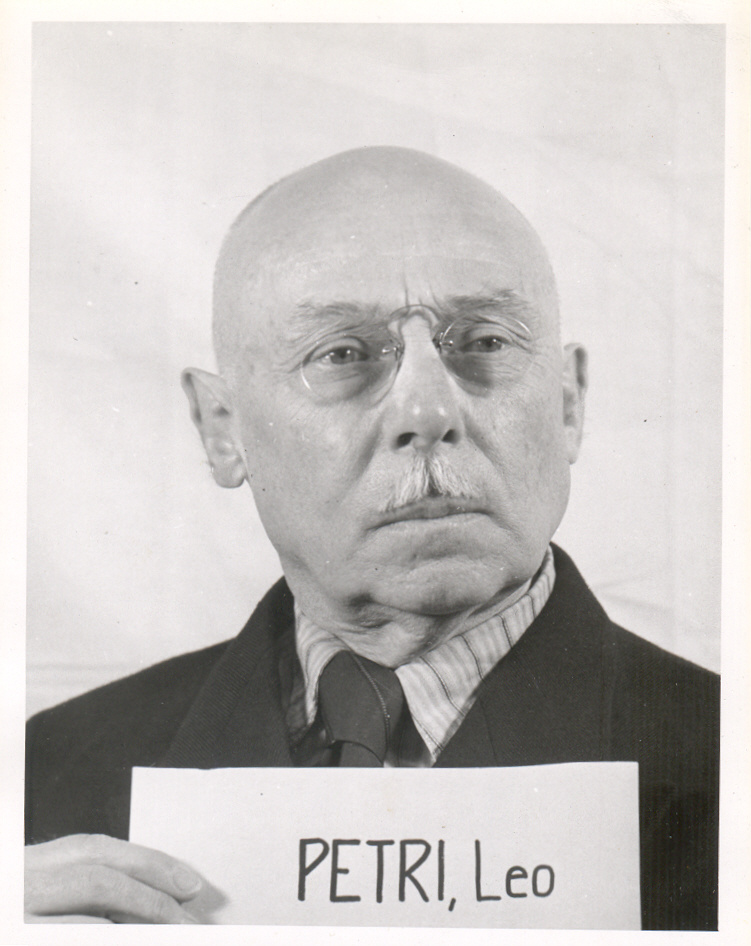
Leo Petri in alliierter Internierung während der Nürnberger Prozesse

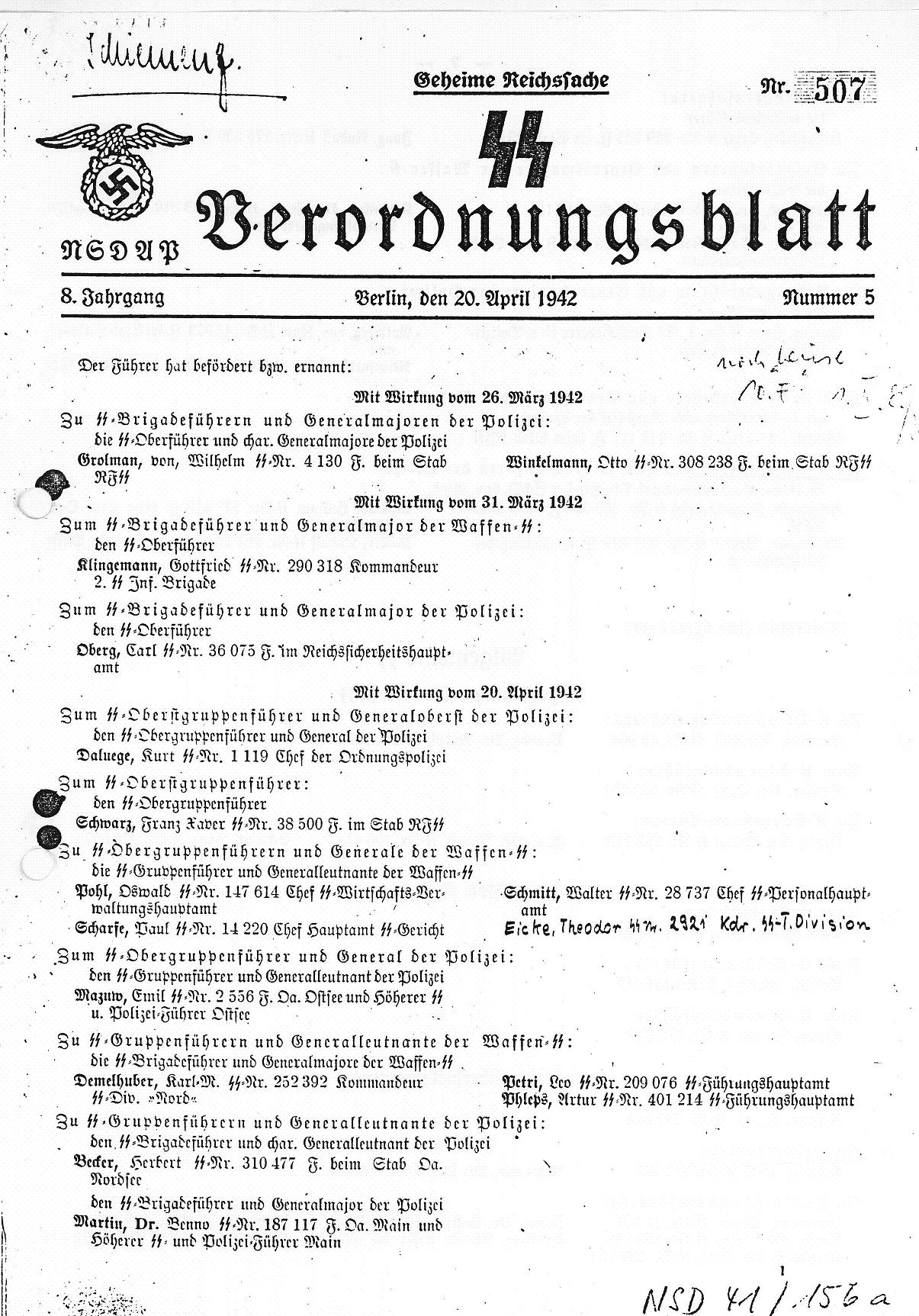
Beförderung zum SS-Gruppenführer an Hitlers Geburtstag 1942 im SS-Verordnungsblatt

Heinrich Leo Petri (* 20. Oktober 1876 in Gleiwitz; † 5. Mai 1961 in Nürnberg) war ein deutscher SS-Gruppenführer und Generalleutnant der Waffen-SS.

## Leben
Leo Petri trat 1896 dem 3. Oberschlesischen Infanterie-Regiment Nr. 62 bei. Er diente im Ersten Weltkrieg als Hauptmann und wurde 1920 als Major a. D. aus der Vorläufigen Reichswehr entlassen. Er diente dann bei der Polizei und erhielt am 1. Juli 1934 den Rang als Oberst der Polizei a. D.
Petri trat zum 1. Juli 1931 der NSDAP bei (Mitgliedsnummer 590.193) und schloss sich auch der SS an (SS-Nummer 209.076).
Am 18. Juni 1934 wurde Petri Sturmbannführer. 1935 wurde er Chef des Amtes für Sicherungsaufgaben im SS-Hauptamt und des Amtes für Angelegenheiten der Reichsverteidigung im Persönlichen Stab Reichsführer SS. Bis 1945 war er Chef des Amtes I (Kommandoamt der Allgemeinen SS) im SS-Führungshauptamt.
Am 20. April 1942 stieg er in der SS und Waffen-SS zum Gruppenführer (Generalleutnant) auf.
Am 13. Oktober 1942 trug er als Beisitzer im 2. Senat des Volksgerichtshofs das Todesurteil gegen die Widerstandskämpfer Hanno Günther, Wolfgang Pander, Bernhard Sikorski, Emmerich Schaper, Alfred Schmidt-Sas und Dagmar Petersen (sogenannte Rütli-Gruppe) mit.
Petri nahm an der Gruppenführer-Tagung am 4. Oktober 1943 in Posen teil, bei der Heinrich Himmler die erste Posener Rede hielt.